# Knox County (Nebraska)
Knox County is een county in de Amerikaanse staat Nebraska.
De county heeft een landoppervlakte van 2.870 km² en telt 9.374 inwoners (volkstelling 2000). De hoofdplaats is Center.

## Bevolkingsontwikkeling

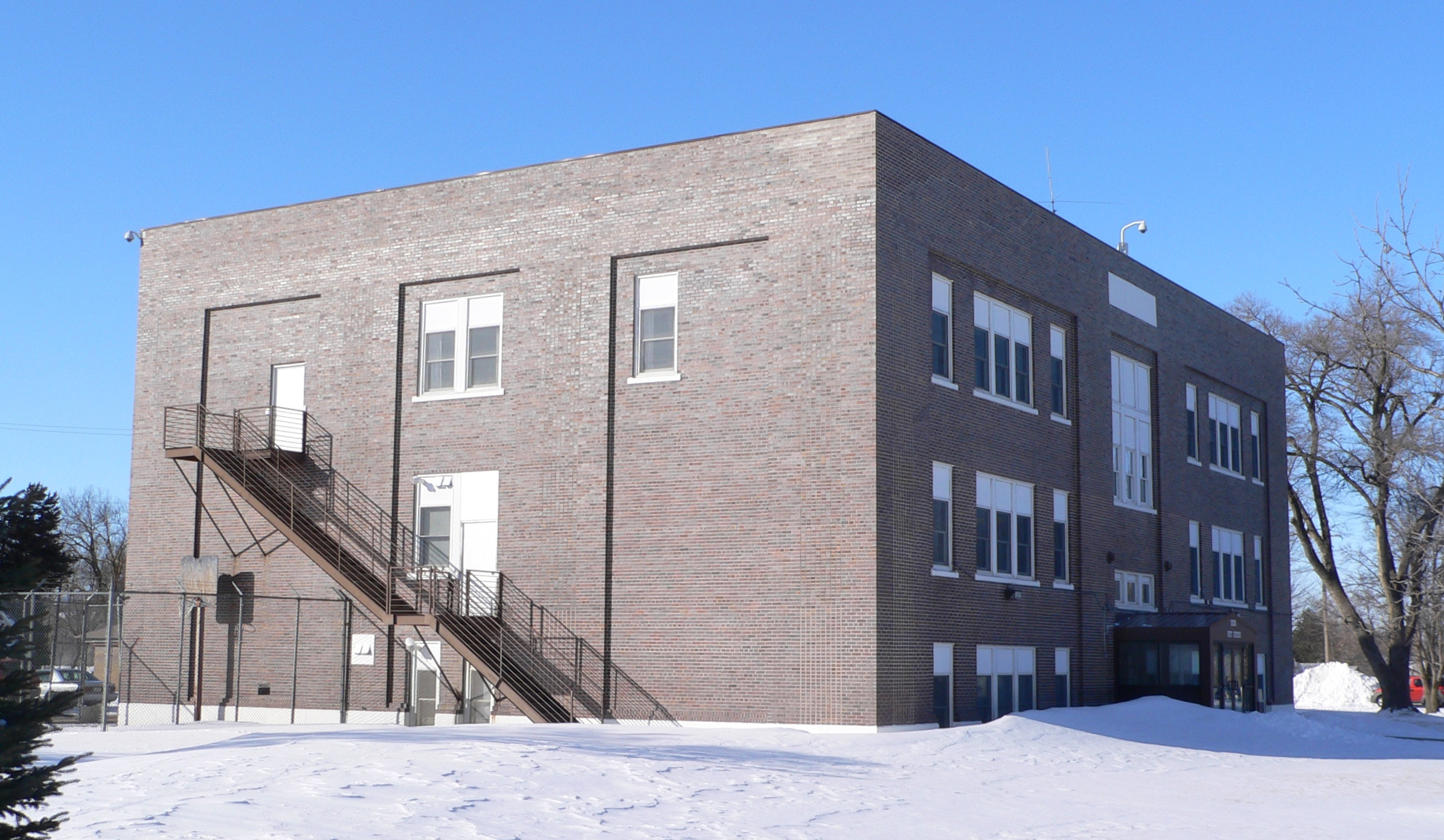
Knox County Courthouse